# Mari Carmen Oudendijk
Mari Carmen Oudendijk (Almelo, 30 april 1968) is een Nederlandse sportpresentatrice. Ze studeerde aan de ALO (Academie voor Lichamelijke Opvoeding) in Groningen.
Oudendijk deed de presentatie en verslaggeving voor verschillende programma's bij de RTV Noord (radio en televisie) en verhuisde werkmatig daarna naar de Randstad, waar ze onder andere de volgende programma's presenteerde: RTL Sportnieuws, Olympische Spelen voor TV Plus, het RTL-serviceprogramma Extra, De Gouden Koets, 5 in het Land, diverse voetbalprogramma's onder andere op Canal+, Wimbledon, Thuis in Nederland en Yachtvision bij RTL 5.
Ze presenteert momenteel voor AT5 het Ajax-programma FC Godenzonen en bij BVN het programma BVN Voetbal, dat per satelliet de gehele wereld wordt overgezonden.
Sinds februari 2007 presenteert Mari Carmen op de betaal-tv-zender Sport1 het programma "Studio Europa: Live" met daarin een overzicht van de belangrijkste clubvoetbalwedstrijden in Europa, waarvan een rechtstreeks wordt uitgezonden.
Inmiddels is ze ook werkzaam bij het Utrechtse omroepbedrijf RTV Utrecht, waar ze op Regio TV Utrecht naast het nieuwsprogramma U Vandaag ook het programma over ondernemende mensen BV Utrecht presenteert. Ook werkt ze als presentatrice voor de nostalgiezender ONS.